# Lagoa Comprida
Lagoa Comprida (portugiesisch für „langer See“), auch Caldeira Comprida, ist ein Kratersee im Westen der portugiesischen Azoren-Insel Flores, der zum  Kreis Lajes das Flores gehört. Der See liegt im Naturschutzgebiet Reserva Natural do Morro Alto e Pico da Sé. Er ist 4,5 Hektar groß und 17 Meter tief.